# 瑞士鑄幣廠

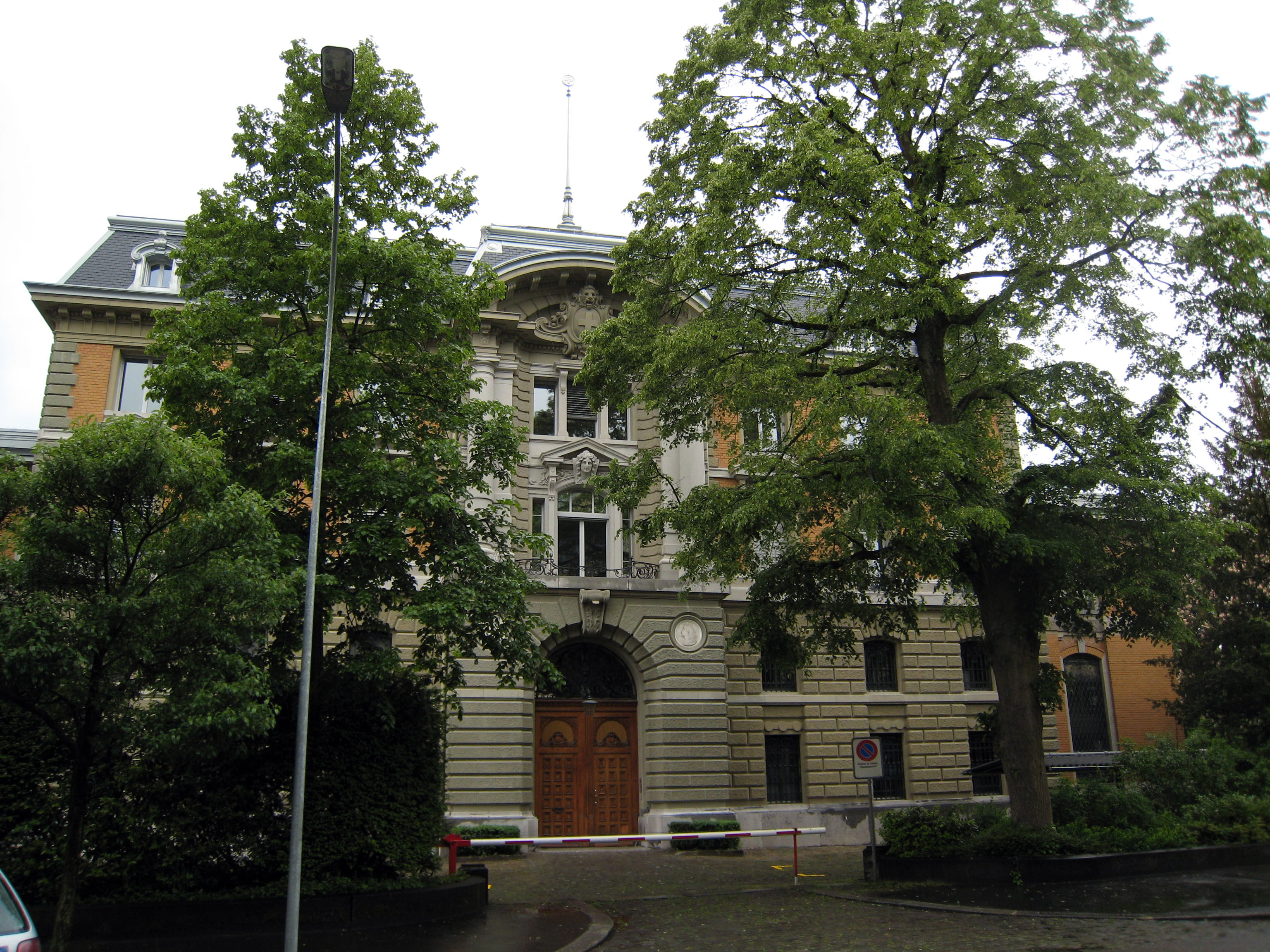
瑞士鑄幣廠大樓

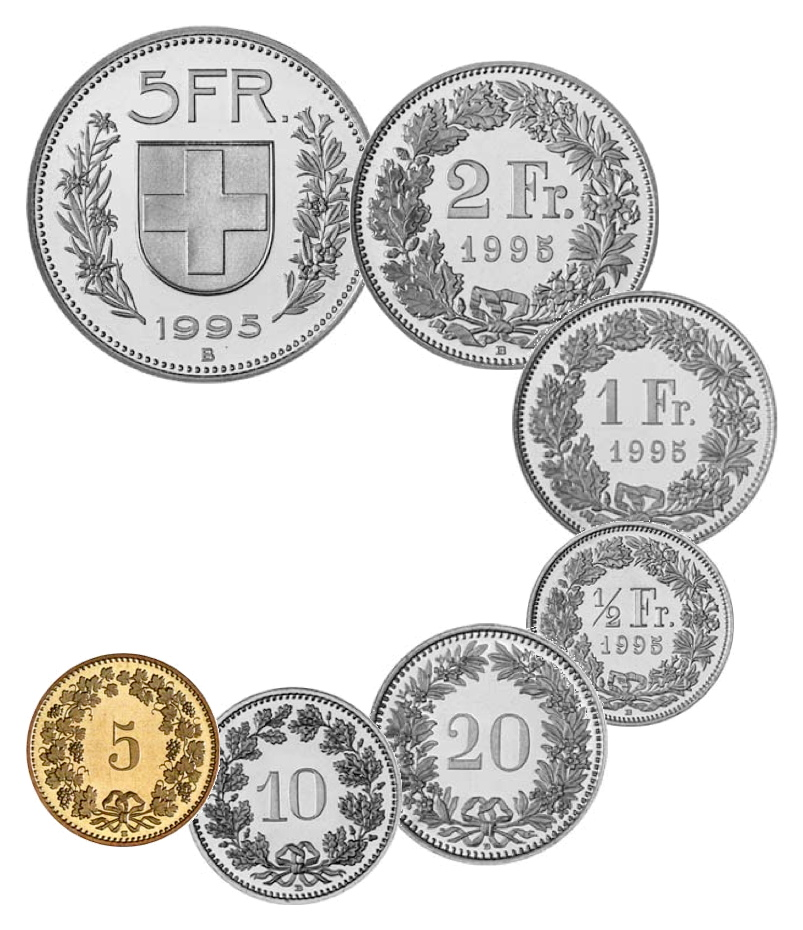
現在的瑞士法郎硬幣

瑞士鑄幣廠（Swissmint）是瑞士的官方鑄幣廠，位於瑞士首都伯恩。瑞士鑄幣廠負責生產瑞士法郎硬幣，也為商業客戶生產紀念幣等產品。 2005年時，瑞士鑄幣廠有21名員工。瑞士鑄幣廠的建築修築於1903年至1906年。

## 外部連結
- Official website
- （德語） Federal Finance Administration website on Swissmint

46°56′26″N 7°26′54″E / 46.940614°N 7.448269°E